# Tornatellides subperforatus
Tornatellides subperforatus är en snäckart. Tornatellides subperforatus ingår i släktet Tornatellides och familjen Achatinellidae.

## Underarter
Arten delas in i följande underarter:
- T. s. kermadecensis
- T. s. subperforatus